# Joakim

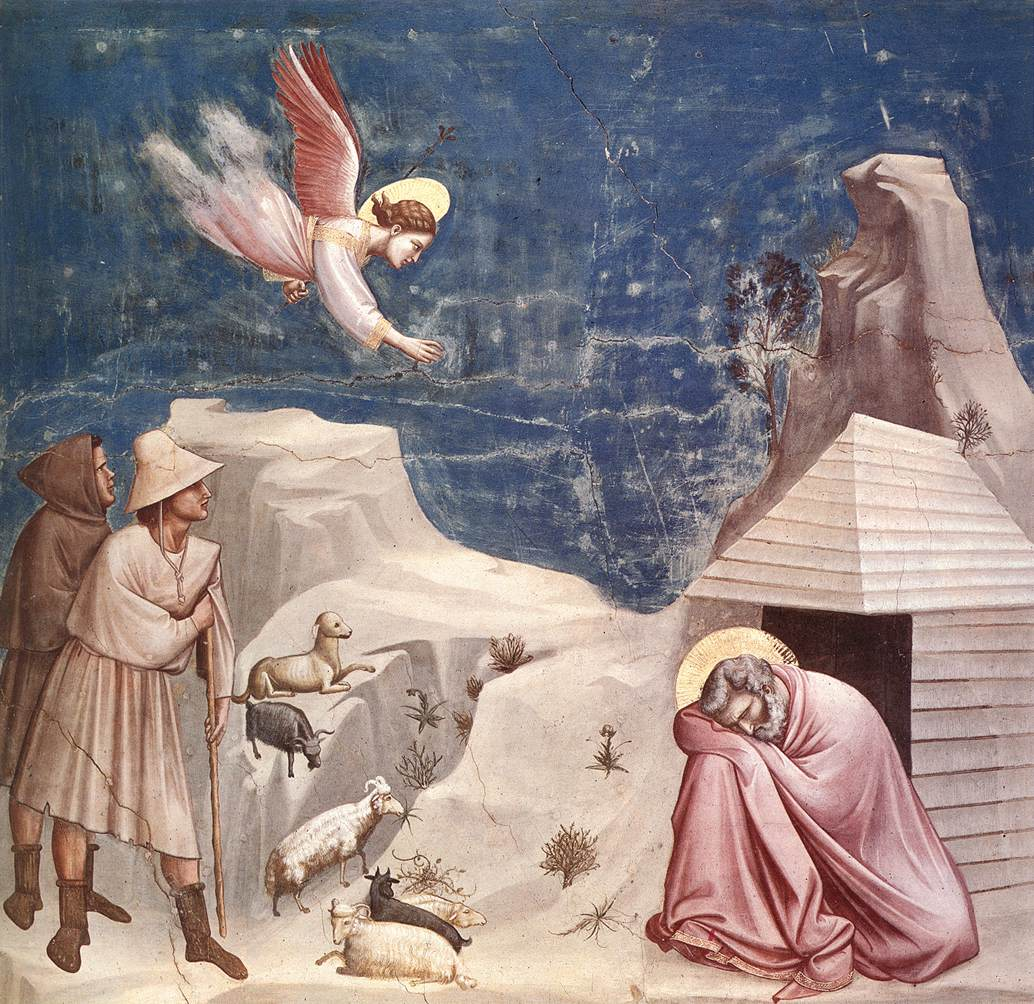
Joakim av Giotto

Joakim, Joachim eller Joacim är ett mansnamn, ursprungligen hebreiskt Jehoiakim (יהויקים) som betyder "Gud skall upprätta". Namnet gavs enligt Gamla testamentet av farao Neko till Eljakin när denne installerades som kung av Juda. Namnet finns också i apokryferna, "Tillägg till Daniel", där Susannas make var Jojakim (alternativt Joakim) ifrån Babylon.
Joakim (Ιωακειμ) är den grekisk-latinska formen av namnet. Det återfinns i den nytestamentliga apokryfen Jakobs protevangelium. Joakim är enligt legenden namnet på Jungfru Marias fader, se Joakim, Marias far.
Det äldsta belägget för namnets förekomst i Sverige är från 1425, då stavat Joachim vilket är den tyska stavningsformen.
Namnet var mycket populärt på 1980-talet men blev därefter allt ovanligare bland nyfödda.[källa behövs] 31 december 2005 fanns det totalt 42 729 personer i Sverige med namnet Joakim, Joachim eller Joacim, varav 29 386 med det som tilltalsnamn. År 2003 fick 435 pojkar namnet, varav 136 fick det som tilltalsnamn. 
Jocke är i Sverige ett vanligt smeknamn för personer vid namn Joakim. En finsk kortform av Joakim är Aki.
I Sverige har Joakim namnsdag den 20 mars. I den finlandssvenska namnsdagslängden har Joakim namnsdag 20 mars sedan starten 1929, då en egen namnsdagskalender togs i bruk för finlandssvenskar.

## Kända personer med namnet Joakim/Joachim/Joacim och dylikt
- Joakim Andersen, svensk musiker & egenföretagare
- Joakim Arenius, svensk gospelartist och låtskrivare
- Joakim Berg, svensk musiker, Kent
- Joakim Berg, svensk artist, sångare i rockgruppen Hardcore Superstar
- Joachim Bergström, svensk diplomat
- Joachim Björklund, svensk fotbollsspelare, bragdmedaljör
- Joakim Bonnier, svensk racerförare
- Joakim Brahe, svensk väpnare och riksråd, avrättad i Stockholms blodbad
- Joakim Brodén, svensk musiker, sångare i Sabaton
- Joacim Cans, svensk sångare och låtskrivare, sångare i Hammerfall
- Joaquim Cruz, brasiliansk friidrottare
- Joachim av Danmark, dansk prins
- Joakim Donner, finländsk geolog
- Joachim Nicolas Eggert, svensk tonsättare
- Joacim Eriksson, svensk ishockeymålvakt
- Joakim Fagervall, svensk ishockeytränare
- Joachim Gauck, tysk politiker, medborgarrättskämpe, förbundspresident
- Joakim Hillson, svensk sångare och låtskrivare
- Joakim Jardenberg, svensk internetdebattör
- Joakim Karlsson, svensk musiker, sångare och låtskrivare
- Joachim Lantz, svensk fotbollsspelare
- Joakim Larsson, svensk rocksångare och låtskrivare, känd som Joey Tempest
- Joakim Lindengren, svensk serietecknare
- Joakim Lundell, svensk youtubare
- Joakim Lundqvist, svensk pastor
- Joachim Löw, tysk fotbollstränare, förbundskapten för Tyskland
- Joachim Murat, fransk militär, kung av Neapel
- Joakim Nätterqvist, svensk skådespelare
- Joakim Nygård, svensk ishockeyspelare
- Joakim Ollén, svensk politiker (M) och ämbetsman
- Joakim Palme, svensk statsvetare och sociolog, Olof Palmes son
- Joaquin Phoenix, amerikansk skådespelare
- Joakim Pirinen, svensk serieskapare, tecknare, illustratör och författare
- Joachim Posener, svensk finansman
- Joachim von Ribbentrop, tysk nazistisk utrikesminister
- Joaquín Sánchez Rodríguez, spansk fotbollsspelare
- Joachim Siöcrona, svensk författare och förläggare
- Joakim Sundström, svensk musiker
- Joakim Thåström, svensk musiker
- Johann Joachim Winckelmann, tysk arkeolog och konsthistoriker
- Joachim Witt, tysk musiker och skådespelare

## Fiktiva figurer med namnet Joakim
- Joakim von Anka, figur i Walt Disneys tecknade serie om Kalle Anka & C:o
- Joakim Fröberg, Sunes kompis i barnboksserien om Sune
- Oppfinnar-Jocke, figur i Walt Disneys tecknade serie om Kalle Anka & C:o
- Jocke med kniven, figur i Astrid Lindgrens Pippi Långstrump på de sju haven spelad av Martin Ljung